# 李永吉
李 永吉（リ・ヨンギル、1955年 - ）は、朝鮮民主主義人民共和国の政治家・軍人。朝鮮人民軍における軍事称号（軍階級）は朝鮮人民軍次帥。朝鮮人民軍総参謀長、朝鮮労働党中央委員会書記、朝鮮労働党中央軍事委員会副委員長、朝鮮労働党中央委員会政治局員、同党中央軍事委員会委員、国務委員会委員。
朝鮮人民軍第一副総参謀長兼作戦総局長、社会安全相、国防相を歴任。

## 略歴
出身地及び初期の経歴は不明。1998年7月26日、最高人民会議第10期代議員に選出される。2002年4月、中将。2003年9月、第3軍団長。2010年9月28日、朝鮮労働党第3回党代表者会において、中将の階級で党中央委員に選出される。2012年4月より江原道駐屯の第5軍団長を務める。
2013年2月に崔富日の後任として軍総参謀部作戦総局長に就任した後、同年8月25日の朝鮮労働党中央軍事委員会拡大会議の決定により、3ヶ月あまりで解任された金格植の後任として、朝鮮人民軍総参謀長に就任、これと同時に上将から大将に昇格したと見られている。これは、8月29日付け『労働新聞』の金正恩のサッカー観戦を報じる記事の中で、序列5位で掲載された人民武力部長の張正男より上位で、朴奉珠、崔竜海、張成沢に続く序列4位で掲載されたことから推測されたものである。そして、同年10月10日の朝鮮労働党創建68周年を伝える朝鮮中央通信の報道で、李永吉が朝鮮人民軍総参謀長に就任していたことが正式に判明した。同年12月14日、金国泰の葬儀委員を伝える朝鮮中央放送の報道で、葬儀委員長の金永南、朴奉珠、崔竜海に続く序列4位で呼称された。
2014年3月に行われた第13期最高人民会議代議員選挙で代議員に再選された。同年4月27日の朝鮮中央通信の報道により、朝鮮労働党中央軍事委員会委員に就任していたことが判明した。
2015年4月には、党政治局候補委員に昇格した。
2016年2月10日、複数の韓国メディアは、消息筋の話として、李永吉が分派活動などを行った嫌疑で2016年2月の初めに処刑されたと報じ、同月21日には後任の総参謀長に李明秀が就任していたことが判明した。しかし同年5月6日から開催された朝鮮労働党第7回党大会を報じる5月10日付の党機関紙労働新聞において李永吉が党政治局員候補として健在であることが判明した。この際、大将から上将へ降格されていたこと、総参謀長から第一副総参謀長兼作戦総局長へ降格されていたことも判明した。
2017年4月15日、朝鮮中央通信が将官クラスの昇格を伝え、この中で李永吉は上将から大将に昇格（復帰）したことが確認された。
2018年5月中旬の党中央軍事委員会拡大会議において軍首脳3人の一斉交代がなされ、李永吉が総参謀長に復帰したと見られていたが、同年7月27日の報道で確認された。
2019年9月6日、朝鮮労働党中央軍事委員会にて、総参謀長を解任された。後任は、朴正天陸軍大将が任命された。
2019年12月28日から31日にかけて開催された、朝鮮労働党中央委員会第7期第5回総会にて、党中央委員会第1副部長に任命された。
2021年1月に開かれた朝鮮労働党第8回大会にて、中央委員会委員に再選され、1月10日に開催された党中央委員会第8期第1回総会で党中央委員会政治局委員、党中央軍事委員会委員に選出された。また、社会安全相への就任が確認された。
2021年6月29日の第8期第2回党政治局拡大会議で党政治局常務委員・元帥の李炳哲と軍総参謀長・元帥の朴正天が批判された事件に連座していた国防相の金正官が解任され、後任の国防相となった。
同年9月29日に開かれた最高人民会議第14期第5回会議第2日会議で国務委員会委員に補欠選挙された。
2021年12月10日、米政府は「世界人権の日」に合わせ、人権侵害や抑圧に関与したとして、北朝鮮の李永吉国防相ら15個人・10団体を制裁対象に指定した。ジョー・バイデン政権下で北朝鮮高官に対する制裁は初めて。在米資産が凍結され、米国人との取引が禁止される。米財務省は、北朝鮮では悪名高い政治犯収容施設に不当な裁判で送られることがあると指摘。李は、収容施設を運営する社会安全省トップだった。
2022年4月14日、党中央軍事委員会決定により、朝鮮人民軍次帥の軍事称号（階級）を授与された。
2023年1月1日、朝鮮労働党中央委員会第８期第６回総会の公報で、党中央委員会書記、党中央軍事委員会副委員長に就任したことが発表された。8月10日、朝鮮労働党中央軍事委員会第８期第７回拡大会議の公報で総参謀長に就任したことが発表された。
北朝鮮は2024年12月23日～12月27日に開いた朝鮮労働党中央委員会総会で、崔善姫外相と李永吉軍総参謀長を党中央委員会の政治局委員にあてる人事を発表した。